# Johann von Giese
Johann Wilhelm Giese, ab 1847 von Giese, (* 16. Juni 1785 in Rhein; † 30. Dezember 1855 in Brandenburg an der Havel) war ein preußischer Generalmajor.

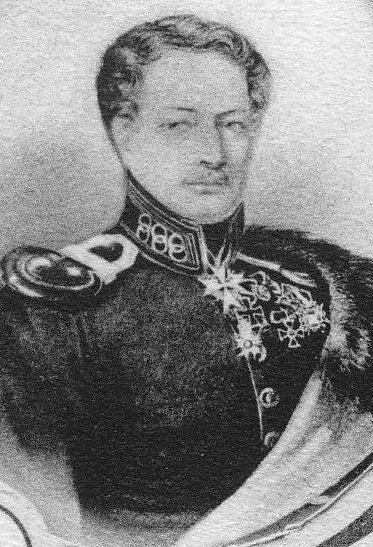
Johann von Giese

## Leben

### Herkunft
Johann war der Sohn des Fahnenschmieds im Husarenregiment „von Suter“ Philipp Giese und dessen Ehefrau, einer geborenen Szamat.

### Militärkarriere
Giese trat 1806 in das Husarenregiment „von Prittwitz“ der Preußischen Armee ein und nahm während des Vierten Koalitionskrieges an den Schlachten bei Preußisch Eylau und Heilsberg teil. Als Unteroffizier kam er am 1. Juli 1807 zur Eskadron von La Roche-Aymon. Für sein Verhalten bei Ortelsburg wurde Giese das Militärehrenzeichen und für Braunsberg die Goldene Verdienstmedaille verliehen. Damit verbunden war ein monatlicher Ehrensold von einem Taler. König Friedrich Wilhelm III. verfügte außerdem, dass Giese in die Reihe der Fahnenjunker zu überführen sei. Bis Anfang Oktober 1809 avancierte er zum Sekondeleutnant und nahm 1812 als Regimentsadjutant mit dem preußischen Hilfskorps an der Seite Frankreichs am Feldzug gegen Russland teil. Mit seinen Husaren kämpfte er bei Josefkawa, erhielt für Baldawa das Kreuz der Ehrenlegion sowie Mitte März 1813 den Orden pour le Mérite.
In den Befreiungskriegen kämpfte Giese in den Schlachten bei Großgörschen, Bautzen, Katzbach, Wartenburg, Leipzig und Laon. Für Haynau wurde er mit dem Eisernen Kreuz II. Klasse sowie für Paris mit dem Orden des Heiligen Wladimir IV. Klasse ausgezeichnet.
Nach dem Friedensschluss wurde Giese Ende Januar 1817 dem 6. Husaren-Regiment aggregiert und zur 3. Reserve-Kavallerie-Brigade beim mobilen Armeekorps in Frankreich kommandiert. Als Premierleutnant war er Adjutant der 15., dann der 16. Kavallerie-Brigade und wurde am 30. März 1822 mit der Beförderung zum Rittmeister Adjutant der 2. Landwehr-Brigade in Danzig. Daran schloss sich ab dem 30. März 1834 eine Verwendung als Adjutant beim Generalkommando des I. Armee-Korps an. Unter Belassung in dieser Stellung wurde Giese Anfang September 1834 dem 1. Dragoner-Regiment aggregiert und Ende März 1836 als etatsmäßiger Stabsoffizier in das 4. Ulanen-Regiment versetzt. In dieser Stellung erhielt Giese Ende September 1835 den Sankt-Stanislaus-Orden II. Klasse. Am 22. März 1843 beauftragte man ihn als Oberstleutnant zunächst mit der Führung des 7. Ulanen-Regiments in Bonn und ernannte Giese am 16. Januar 1844 zum Kommandeur des Verbandes. Ende März 1846 folgte seine Beförderung zum Oberst. Am 15. Juni 1847 erhielt Giese die Erlaubnis zum Tragen des von seinen Vorfahren geführten Adelsprädikats. Nachdem man ihn 1847 mit dem Roten Adlerorden III. Klasse mit Schleife ausgezeichnet hatte, wurde Giese am 14. Oktober 1848 als Kommandeur der 8. Kavallerie-Brigade nach Erfurt versetzt und einen Monat später dem 7. Ulanen-Regiment aggregiert. Er war dann kurzzeitig von Anfang Mai bis Mitte September 1849 Kommandeur der Kavalleriebrigade der 3. kombinierten Division in Erfurt und wurde anschließend Kommandeur der 6. Kavallerie-Brigade in Torgau. Am 27. Oktober 1849 erhielt er das Kommandeurkreuz mit Eichenlaub des Ordens vom Zähringer Löwen sowie am 26. Februar 1850 durch Großherzog Ludwig III. von Hessen und bei Rhein das Komturkreuz II. Klasse des Ordens Philipps des Großmütigen. Am 4. April 1850 nahm Giese unter Verleihung des Charakters als Generalmajor seinen Abschied mit der gesetzlichen Pension.

### Familie
Giese verheiratete sich am 19. Februar 1825 in Danzig mit Therese Wilhelmine Grundmann (1808–1887). Aus der Ehe ging der spätere preußische Generalmajor Hermann Philipp (1827–1886) sowie zwei Töchter hervor.